# Kevin MacLeod
Kevin MacLeod (Green Bay, 1972. szeptember 28. –) amerikai zeneszerző és zenei producer. A „vitathatatlanul legtermékenyebb zeneszerző, akiről még sosem hallottál” címmel jellemzett MacLeod több mint 2000 darab változatos stílusú jogdíjmentes zenét komponált, és tette elérhetővé őket Creative Commons szerzői jogi licenc alatt. Egyik szerzeménye, a 2014. február 3-án megjelent „Monkeys Spinning Monkeys” a TikTok legtöbbet játszott dalai közé tartozik; csak 2021 januárjától júniusáig több mint 31,6 milliárdszor játszották le.
Munkáinak széles körű elérhetősége és szabad felhasználhatósága miatt a zenéi több ezer filmben, videójátékban és több millió YouTube-videóban szerepeltek. Ezek közé tartozik Martin Scorsese 2011-es A leleményes Hugo című filmje és a Kerbal Space Program című videójáték. 2017-től a zenéje szerepel a Nemzetközi Űrállomás egyik élő közvetítésében, az Earth From Space-ben.

## Munkássága
1998. január 1-től kezdve MacLeod jogdíjmentes zenéket tesz közzé weboldalán, az Incompetech.com-on, amely lényegében „bárki számára elérhető, aki használni akarja őket, bármilyen projekthez.” Zenéi szabadon felhasználhatóak, de hivatalos megjelölést igényelnek, a Creative Commons Attribution szerzői jogi licenc szerint. A felhasználóknak lehetőségük nyílik a zenéket licencelni olyan helyeken, ahol nem lehetséges a szerző feltüntetése (pl. rádió, tévé, reklámok), ilyenkor a standard licenc egy dalért 30 dollárnál, két dalért 50 dollárnál, három vagy több dalért pedig dalonként 20 dollárnál kezdődik. MacLeod kap némi reklámbevételt a zenei streaming szolgáltatásoktól, de „egyébként a Patreonon keresztül történő adományokra támaszkodik.”
2011. szeptember 12-én MacLeod lehetővé tette, hogy ISRC kódokat rendeljen a zenéihez.
Zenéjének széles körű elérhetősége oda vezetett, hogy több ezer filmben és több millió videóban használták fel a YouTube-on és más közösségi oldalakon. 2017 óta a zenéje szerepel a Nemzetközi Űrállomás egyik élő közvetítésében, az Earth From Space-ben. A zenéit nagyon változatos  helyeken használták már, Martin Scorsese 2011-es A leleményes Hugo című nagy költségvetésű hollywoodi filmjétől kezdve a pornófilmekig. 2017-ben a Kerbal Space Program című videójátékban is szerepeltek szerzeményei. Egyik dala, a 2014. február 3-án megjelent „Monkeys Spinning Monkeys” a TikTok legtöbbet játszott dalai közé tartozik, és 2025 közepéig közel 30 millió videóban szerepelt. A szerzői jogok miatt azonban hiába volt 2021 legnépszerűbb dala, mindössze 14 577 dollár bevélelt termelt a Spotifyon, viszonyításképpen a jóval kevésbé hallgatott Lil Nas X Montero (Call Me By Your Name) című kislemeze 3 millió dollárnyi jogdíjat hozott a szerzőjének. Amikor Will Ferrell és Kristen Wiig díjat adott át a 2024-es Golden Globe-on, MacLeod 2010-es, „Fluffing a Duck” című dalának használata széles körben figyelmet keltett és jelentős figyelmet kapott.
MacLeod azt állítja, hogy zenéjét Creative Commons licencek alatt adja ki, hogy maximalizálja a felhasználható emberek számát. Honlapjának GYIK-jában megvetését fejezte ki a szerzői jog jelenlegi állapota iránt; reméli, hogy „egy alternatív műveket tartalmazó testületet hoz létre, amely képes versenyezni velük.”
MacLeod létrehozta a FreePD.com-ot is, amely különböző művészek új, köztulajdonban lévő hangfelvételeit gyűjti össze. Ahelyett, hogy megvárná a régi szerzői jogok lejártát, reméli, hogy minőségi könyvtárat tud biztosítani olyan művészek modern felvételeiből, akik kifejezetten közkinccsé teszik zenéjüket. MacLeod néhány zenéje is elérhető a weboldalon; elmagyarázza, hogy ezek a dalok „hagyományos értelemben nem kereskedelmi szempontból életképesek, és csak zsúfoltságot okoznak [az elsődleges weboldalán], ami akadályozza az embereket abban, hogy megtalálják azokat a darabokat, amelyeket esetleg szeretnének.”

## Dokumentumfilm
MacLeodról dokumentumfilm készült Royalty Free: The Music of Kevin MacLeod címmel. 2020 októberében a film korlátozott számban került bemutatásra. Ryan Camarda, a film rendezője és producere a Kickstarteren indított adománygyűjtő kampányt, amelynek célja 30 000 dollár összegyűjtése volt; a kampány végére 524 támogató 30 608 dollárt ajánlott fel. Az összegre döntően az útiköltségek miatt volt szükség, hogy a filmben szereplő különböző alanyokkal személyes interjúkat lehessen készíteni. A dokumentumfilm pozitív kritikákat kapott a kritikusoktól.

## Diszkográfia

### Albumok és válogatásalbumok
- 1999: Springwell
- 2006: Dorney Rock
- 2006: Missing Hits 2
- 2012: Cuentos de Recuperación (with Sonia Echezuria)
- 2014: Horror Soundscapes
- 2014: Highland Strands
- 2014: Ghostpocalypse
- 2014: Calming
- 2014: Hard Electronic
- 2014: Madness and Paranoia
- 2014: PsychoKiller
- 2014: Supernatural Haunting
- 2014: The Ambient
- 2014: Cephalopod
- 2014: Dark World
- 2014: Disco Ultralounge
- 2014: Polka! Polka! Polka!
- 2014: Primal Drive
- 2014: Sadness
- 2014: The Descent
- 2014: Dark Continent
- 2014: Wonders
- 2014: Action Cuts
- 2014: Aspiring
- 2014: Light Electronic
- 2014: Medium Electronic
- 2014: Mystery
- 2014: Tenebrous Brothers Carnival
- 2014: Atlantean Twilight
- 2014: Healing
- 2014: Latinesque
- 2014: Take the Lead
- 2014: Thatched Villagers
- 2014: Happyrock
- 2014: Music to Delight
- 2014: Silent Film: Light Collection
- 2014: Vadodara
- 2014: Bitter Suite
- 2014: Comedy Scoring
- 2014: Reunited
- 2014: Funkorama
- 2014: Oddities
- 2014: Silent Film: Dark Collection
- 2015: Christmas!
- 2015: Darkness
- 2015: Exhilarate
- 2015: Film Noire
- 2015: Netherworld Shanty
- 2015: Romance
- 2015: Video Classica
- 2015: Virtutes Instrumenti
- 2015: Ossuary
- 2015: Pixelland
- 2016: Maccary Bay
- 2016: Mystic Force
- 2016: Anamalie
- 2016: Final Battle
- 2016: Carpe Diem
- 2016: Groovy
- 2016: Mesmerize
- 2016: Traveller
- 2017: Shadowlands
- 2017: Destruction Device
- 2017: Spirit
- 2017: Ferret
- 2017: Teh Jazzes
- 2017: Miami Nights
- 2018: Spring Chicken
- 2018. Sheep Reliability
- 2019: Meditation
- 2019: Epic
- 2019: The Complete Game Music Bundle
- 2019: Complete Collection (Creative Commons)
- 2020: SCP-XXX
- 2020: Relaxx
- 2021: Missing Hits
- 2021: The Waltzes
- 2021: Missing Hits C to E
- 2021: Missing Hits N to R
- 2021: Missing Hits Calmness
- 2021: Missing Hits F to J
- 2021: Missing Hits K to M
- 2021: Missing Hits A to B
- 2021: Missing Hits S to T
- 2021: Missing Hits U to Z
- 2023: Over The Moon
- 2023: Changes (with ON THE TRACK)
- 2023: Robotik Party
- 2024: 25 Years (Volume 1)
- 2024: 25 Years (Volume 2)
- 2024: Bops, Famous Ditties & Instrumentals
- 2024: Purple Galaxy

### Kislemezek és középlemezek
- 2011: "The Cannery"
- 2013: "Cipher"
- 2014: "Tranquility 5"
- 2014: "Sneaky Snitch"
- 2014: "Fluffing a Duck"
- 2014: "Orrganic Meditation"
- 2014: "Touching Moments"
- 2014: "Impact"
- 2015: "Guts and Bourbon"
- 2015: "Somewhere Sunny"
- 2015: "Garden Music"
- 2016: "Vicious"
- 2017: "Ever Mindful"
- 2018: "Magic Scout: A Calm Experience"
- 2018: "Laserpack"
- 2019: "Dream Catcher"
- 2019: "Flying Kerfufle"
- 2019: "Le Grand Chase"
- 2019: "Crusade: Heavy Industry"
- 2019: "OnionCapers"
- 2019: "Envision"
- 2019: "Glitter Blast"
- 2019: "Leaving Home"
- 2019: "Magistar"
- 2019: "Midnight Tale"
- 2019: "River Flute"
- 2019: "Symmetry"
- 2019: "Sovereign"
- 2019: "Hustle Hard"
- 2019: "Almost Bliss"
- 2019: "Beauty Flow"
- 2019: "Half Mystery"
- 2019: "Past Sadness"
- 2019: "Raving Energy"
- 2019: "Rising Tide"
- 2019: "Tyrant"
- 2019: "Sincerely"
- 2019: "Celebration"
- 2019: "Deep and Dirty"
- 2019: "Fuzzball Parade"
- 2019: "Lotus"
- 2019: "Realizer"
- 2019: "Stay the Course"
- 2019: "Verano Sensual"
- 2019: "Wholesome"
- 2019: "Farting Around"
- 2019: "Aquarium"
- 2019: "Monkeys Spinning Monkeys"
- 2019: "A Kevin MacLeod Xmas"
- 2019: "Folk?"
- 2019: "Menagerie"
- 2020: "Worldish"
- 2020: "Scheming Weasel (Peukie Remix)"
- 2020: "What You Want"
- 2020: "Island Music"
- 2020: "On Hold for You"
- 2020: "Canons in D"
- 2020: "Project 80s"
- 2021: "World"
- 2021: "Now That's Now!"
- 2021: "Night in the Castle"
- 2021: "Adventures in Adventureland"
- 2021: "WOTSITS!!!!"
- 2021: "Space Jazz"
- 2021: "Ethereal Relaxation"
- 2022: "Journey to Ascend"
- 2022: "Boogie Party"
- 2022: I Got A Stick
- 2023: "Paradise Found"
- 2023: "Goblin Tinker Soldier Spy"
- 2023: The August Album
- 2023: "Brain Dance"
- 2023: "Cloud Dancer"
- 2023: "Equatorial Complex"
- 2023: "Galactic Rap"
- 2023: "Lord of the Rangs"
- 2023: "Mesmerizing Galaxy"
- 2023: "Sergio's Magic Dustbin"
- 2024: "That Zen Moment!"
- 2024: "90mh (Sped Up)"
- 2024: "Bush Trek"
- 2024: "Mystic Australia"
- 2024: "Outback Call"
- 2024: "Sneaky Snitch Breakcore"
- 2024: "FOUR*"
- 2024: "shadows of the soul"

### Néhány ismertebb szerzeménye
| cím                      | fájl |
| ------------------------ | ---- |
| Monkeys Spinning Monkeys |      |
| Sneaky Snitch            |      |
| Darkest Child            |      |

## Fordítás
- Ez a szócikk részben vagy egészben  a   Kevin MacLeod című angol Wikipédia-szócikk ezen változatának fordításán alapul.  Az eredeti cikk szerkesztőit annak laptörténete sorolja fel. Ez a jelzés csupán a megfogalmazás eredetét és a szerzői jogokat jelzi, nem szolgál a cikkben szereplő információk forrásmegjelöléseként.